# (1462) Zamenhof
(1462) Zamenhof ist ein Asteroid des Hauptgürtels, der am 6. Februar 1938 von dem finnischen Astronomen Yrjö Väisälä in Turku entdeckt wurde. 
Benannt ist der Asteroid nach dem Mediziner und Sprachforscher Ludwik Lejzer Zamenhof, dem Erfinder der Sprache Esperanto. Nach dieser war bereits zwei Jahre zuvor der Asteroid (1421) Esperanto benannt worden.